# Misgolas cliffi
Misgolas cliffi là một loài nhện trong họ Idiopidae.
Loài này thuộc chi Misgolas. Misgolas cliffi được G. Wishart miêu tả năm 2006.